# 日本における憲法改正の議論
日本における憲法改正の議論（にっぽん/にほんにおけるけんぽうかいせいのぎろん）とは、日本国憲法の改正に向けた一連の議論のこと。「改憲論」ともいう。

## 概説
この議論は、日本国憲法が制定された当初から存在している。現状の日本国憲法の問題点を指摘し、その上で憲法を修正するべきとする立場を「改憲派（かいけんは）」と言い、現状の日本国憲法を維持するべきとする立場を「護憲派（ごけんは）」という。
日本国憲法の改正を主張する根拠とされていることは、主に以下の通りである。
- 日本国憲法の制定過程に対する反対
- 現状の日本国憲法の規定に対する問題視

## これまでの議論

### 55年体制下での議論
自民党は、戦後1955年立党時の「党の使命」と「党の政綱」において、GHQの占領下で制定された憲法の自主的改正を実行する事を明記した。党是の第一条に憲法改正して自主憲法制定を目指すことを明確にした。鳩山一郎は憲法改正が必要であるという考えを明確に示し、「この1600億円の大金を使っている、警察予備隊は、あれは一体、巡査（警察）なんですか？兵隊（軍隊）なんですか？ それは、軍隊でありますから、私は憲法改正が必要であると思います。」と発言し、憲法改正を実現させる決意を示した。そして鳩山内閣と自民党は保守勢力を増やすために公職選挙法を改正して小選挙区制度を導入しようとしたが（ハトマンダー）、これには野党だけでなく自民党内からも懸念の声が噴出し、小選挙区を導入することはできなかった。また、鳩山内閣は改憲を実現するために内閣憲法調査会設置法を国会で成立させた。なお、当時の自民党有力者は「自主」憲法の制定を主張する一方で、「押し付け」た側であるアメリカ政府から資金援助（「共産主義の影響を排除する為の、プロパガンダ的秘密支援計画」の一環として）を受けていたことが、アメリカの外交資料により明かになっている（アメリカの対日政策の転換については「逆コース」を参照）。

### 55年体制崩壊後
1993年に55年体制が崩壊。政界再編を経て平成中盤には野党第一党が改憲派と護憲派が入り乱れる民主党に変わり、民主党の動き次第で改憲の可能性が出てきたことから、議論は党派を超えて交渉や協議を重ねることが要求された。
2005年、自民党が立党50年を機に第一次素案 を発表した（この素案は、“自衛軍”の保持、軍事裁判所（軍法会議）の明記以外にも、環境権など新しい人権の追加という国民に受け入れやすい要素を合わせ持っていた）。この後、与党優勢を背景に国民投票法制定も含めて憲法改正に関する環境整備を進めようとする改憲派と、主に戦力不保持と交戦権の否認を規定している憲法9条2項を守ろうとする護憲派が対立した。
日本共産党や社民党は、特に第9条を取り上げて憲法改正を「憲法改悪」と表現して反対した。護憲派では九条の会などが結成された。2007年の国民投票法案をめぐる与野党協議の決裂で自民党と民主党の協力関係が崩れたことに加え、改憲を公約に掲げた自民党が参院選で大敗した。
2004年 - 2005年の世論調査では、改憲賛成に「議論した結果改正することがあってもよい」という容認を含めれば、60-80%台に増えている（読売新聞、朝日新聞、毎日新聞、日本世論調査会）。ただし、9条改正の賛成、反対のみを問うアンケートでは、賛成・反対ともに39%（NHK） といった数字も出ている。もっとも、「マガジン9条」（現在は「マガジン9」） が2006年1月に実施したアンケート で、「9条を変える」が82%、「9条を変えない」が18%となった。
一方、2007年4月の読売による世論調査では、改憲賛成が過半数を占めたものの、大きく数を減らした。なかでも9条に関しては改正賛成が35%にとどまる一方で、改正せず解釈で対応するべきとの意見及び厳密に守るべきとの意見が合計で約6割になった。特に、民主党支持層で改憲反対が増え、9条については改正反対の意見が根強いことを示した。2008年4月に同紙が行なった調査ではわずかながら改憲反対が賛成を上回った（42.5%に対し43.1%）。一方で、各党が憲法議論をさらに活発化させるべきだと思う人は71%であり、時代にそぐわない部分が増えているとの認識も根強いと読売は分析している。
なお、自民党「憲法改正草案大綱（たたき台）」（2004年11月17日）は、ときの防衛庁長官・中谷元の要請に応えて防衛庁勤務の三等陸佐が作成した「憲法草案」を採り入れていたことが判明。「自衛隊に使い勝手のいい（＝容易に軍事行動を起こせる）改憲案だ」との批判を受けて撤回した。
主要な左派・革新派が過去に社会主義的改憲を主張したこともある。しかし、近年は憲法改正反対派が主流となっていることから、主要な左派・革新派から憲法改正案などの発表はされていない。
- 日本社会党（現在の社民党）は、当初、「日本に社会主義社会を確立する」と社会主義的改憲を主張していた。現在は護憲を方針としており、改憲論議自体に反対している。[要出典]

政党などの憲法に関する意見表明としては、平和や人権を強化する「護憲的改憲」（日本新党など）、21世紀の日本のかたちを構想して自由濶達に議論する「論憲」（民主党）、創造的議論で国家権力の恣意的解釈を許さない基本法にする「創憲」（民主党）、憲法9条は別として新しい人権を加える「加憲」（公明党）、憲法を活かす「活憲」（辻元清美など）、憲法を修正する「修憲」、米国憲法のように補正を加えていくなどの「追憲」、「廃憲」などの造語競争が起こっている。自民党内でも元官房長官の野中広務は改憲に反対であった。
当初は第9条が大きな争点であった憲法改正議論は、その後の情報化社会の到来や国民のプライバシーに関する意識変革と相まって、多様な論点での議論が求められはじめ、また護憲を党是に掲げている社会党に替わって1996年に民主党が野党第一党となった事などから、政治の場で憲法を議題にする事をことさらに問題視すべきでないといった認識も広まり、2004年には自民党だけでなく、公明党、民主党などの各党憲法調査会が結成され、改憲論議が広く交わされる事となった
民主党は「過去を振り返るのではなく、未来に向かって新しい憲法の あり方を考え、積極的に構想していくという意味」の創憲を掲げた。2012年3月、たちあがれ日本応援団長で東京都知事の石原慎太郎は「憲法改正は時間の無駄。もし新党の党首に私がなるとしたら憲法無効論を党是とする」と語った。石原を共同代表に迎えた日本維新の会(2015年結党の日本維新の会とは別政党)は綱領に“日本を孤立と軽蔑の対象に貶め、絶対平和という非現実的な共同幻想を押し付けた元凶である占領憲法を大幅に改正し…”と明記した。
改憲に積極的に賛成している層は、近隣諸国（想定としては自衛隊が定義する対象国）による侵略からの防衛・抑止のために、また、日本国外に派兵して国際貢献もできるようにするために軍の保持を明記して合憲にすべきと主張している。改憲に積極的に反対している層は、新しい人権に関しては現行憲法の人権規定で対応可能であり、改正は不要だとしている。積極的賛成ではないが容認する中間層は、新しい人権を追加する改憲に賛成である。また中国や北朝鮮の脅威などから自衛隊から軍への昇格にもあまり反対しない状況が生じている。

### 民主党への政権交代後
社会保障費の増大や日本の財政問題に対して、2009年8月の衆議院選挙で消費税増税に明確な反対をした民主党が308議席を獲得して、自民党は1955年の結党以来初めて衆院第一党から転落した。当時の大阪府知事であった橋下徹は地方が国の奴隷となっている行政の矛盾を参議院改革に絡めて訴え、一時は憲法改正が大きく取り上げられた。民主党は、鳩山由紀夫が自身のホームページでも公表している「新憲法試案」を示すなど憲法改正に肯定的と見られていた時期があったが、しかしながら民主党政権は普天間基地移設問題や消費税増税など政争に追われて、憲法改正をめぐる議論は事実上棚上げ状態になる。
一方、2010年には自民党・憲法改正推進本部（本部長は保利耕輔）が“憲法改正論点整理の要旨”を発表。天皇の明文元首化や国歌国旗の制定、永住外国人の参政権否定の他に、徴兵制度を定めることについて検討すると明記されていたことが論議を呼んだが、自民党幹事長の大島理森は「公式なものではない」と話して徴兵制度の導入を否定した。2012年に大阪維新の会が一院制への移行を含めた憲法改正の方針となる「維新版・船中八策（維新八策）」を提示し、9月には自らの身を切る議員定数削減の覚悟を踏まえて現在の衆議院議員も半減する方針を明記した。
2012年4月には自民党も2005年に作成していた改憲草案を修正して、野党として保守色を高めた新憲法改正草案を国会へ提出する方針を示していた。いずれも国家運営の体制改革を意図したものであった。

### 自公政権復活後

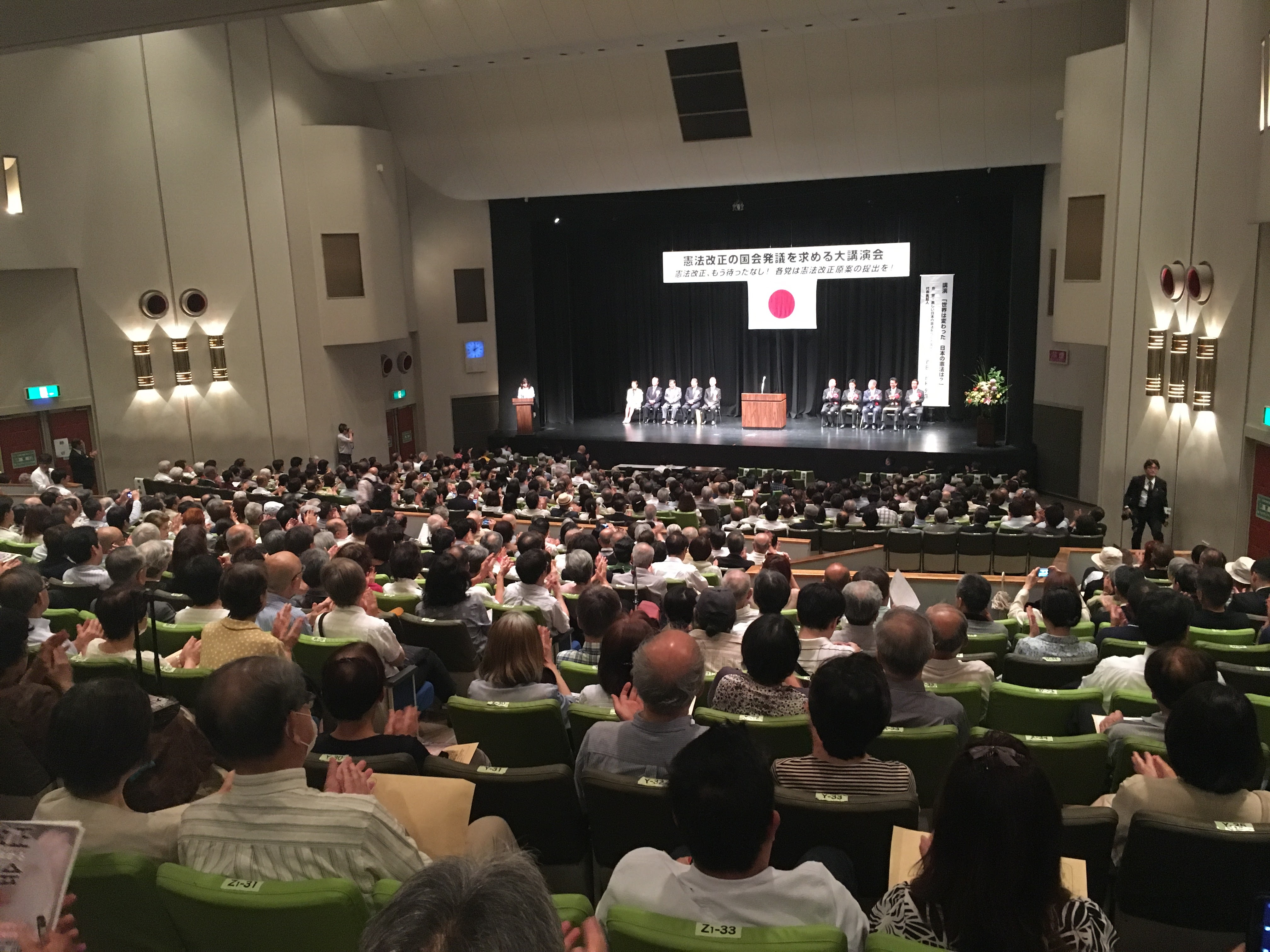
憲法改正の国会発議を求める大講演会

2012年12月の第46回衆院選によって民主党は議席を約1/4に減らし、自民党及び公明党が与党に復帰した。2013年7月の参議院選挙では、自民・公明両党が連立与党として過半数を大きく超える議席を確保し、その後は他党とも連携して具体的な改正内容を精査し現実的な改正手順も模索されている。第2次安倍内閣は憲法改正を主軸にし安倍晋三も在任中の改憲を目指したが、安倍内閣もまた特定秘密保護法、森友学園問題、桜を見る会問題などの政局に追われて憲法改正をめぐる議論は棚上げ状態となり、在任中の憲法改正はなされる事が無かった。
リチャード・アーミテージとジョセフ・ナイは、憲法第9条と集団的自衛権について、「―何も日本は憲法を改正する必要はないということです。（以下略）」（アーミテージ）、「個人的な見解ですが、“九条改正”という戦いに精力を注ぐよりも “解釈改憲”で行くべきだと思います。（以下略）」（ナイ）と述べている。もっともアーミテージは、2012年7月22日の読売新聞への寄稿では、「……だが、こう言わなければ正直ではあるまい。日本の憲法上の制約は今後、日米同盟にとって、さらに重大な問題になるだろう。」と述べている。2015年には、安倍内閣が安保法制に関して集団的自衛権の一部行使を認める解釈改憲を進めたため、9条を根拠とした改正の必要性は低下したと指摘されている。
政教分離問題や一票の格差問題に関して過去多くの裁判が提起され、そのうちの幾つかについては最高裁判所判決では憲法違反あるいは違憲無効といった判決が示されている。また憲法を改正すべきだとする意見が過半数を占める世論調査結果があり、これらをもって憲法を改正すべきとの論がある。改憲の発議に係る憲法上の条文に関しては、結局は国民が新しい憲法を要望し賛成するかの問題になるものだが、「憲法尊重擁護義務」を求められる国会議員が憲法改正を訴えることは「新憲法の制定」や「クーデター」に相当するだろうという議論もある。
2016年（平成28年）の第24回参議院議員通常選挙では改憲勢力とされる自民党・公明党・おおさか維新の会・日本のこころが初めて衆参両院で2/3に達することとなった。
2018年（平成30年）3月、自民党は4つのテーマの憲法改正条文イメージを公表した。4つのテーマの概要は、自衛隊の明記、緊急事態対応、合区解消・地方公共団体、教育充実である。

#### 新型コロナウイルス感染症対策と憲法改正論議
2020年の新型コロナウイルス感染症の流行に際して政府は、2020年4月に改正特別措置法に基づき初の緊急事態宣言を発令したが、諸外国のような行動制限を制定し、違反者に刑罰を与えるロックダウン（都市封鎖）は実施されず、「外出自粛要請（お願い）」という、罰則や強制力がない形となった。これに対して、感染拡大が深刻化した翌2021年8月には、全国知事会からも、ロックダウンの法整備やロックダウンのような方策の検討を政府に対して要求するなど、政府のコロナ対策に対する不満が巻き起こるようになった。
この現状に対して、現行憲法に国家緊急権の規定が存在しないために、諸外国のような強制力を伴う措置が取れないという見方から、これを解消して実効性のあるものにするために、国家緊急権の規定を日本国憲法に追加してロックダウンができるように憲法を改正するべきという議論が与党などから挙がってきている。
一方で、憲法の専門家である京都大学教授の曽我部真裕は、緊急事態対応のために改憲する必要があるのは典型的には憲法が定める原則を一時的に変更すること（国会が法律で定めるべき内容を内閣が政令で定められるようにしたり、基本的人権の一部を停止したりすることなど）を認める場合であり、いまのウイルス対策で想定されているのはこのような措置ではないことから、改憲を主張するのは筋違いであるとした上で、法改正すれば都市封鎖（ロックダウン）ができるのかについては、封鎖に伴う人権制約が憲法に反しないかどうかが問題となるが、直ちに違憲とはならないと考えるべきであり、人権制限の程度や制限が限度を超えないための歯止め等がポイントになるとしている。

## 世論

### 1955年の調査
鳩山一郎が固執した憲法改正について、毎日新聞が1955年2月に実施した｢憲法改正の賛否｣を問う世論調査の結果は、憲法改正に賛成とした回答が44.7%で憲法改正に反対した回答が29.6%で、国民から憲法改正そのものについては一定の理解が得られていた。
ただ、同年10月に朝日新聞が行った、｢正式に軍隊が持てるように憲法を改正すること｣を問うた世論調査では、賛成とした回答が37%で
反対とした回答が42%であった。このことから当時の国民は自衛隊の存在は否定しないが、それを理由に憲法改正することには否定的だった。

### 2023年の調査
2023年に行われた調査では、2022年に発生したロシアによるウクライナ侵攻を背景として「憲法を改正する方がよい」が61%で「憲法を改正しない方がよい」は33％となった。

### 憲法の改正に賛成している政党
| 政党         | 設立年 | 条文型 改憲草案 | 第96条 (国民投票の変更)                  | 第9条 | 一院制移行 | その他 | 参考HP |
| ------------ | ------ | --------------- | ---------------------------------------- | --- | ---------- | ------ | ------ |
| 自由民主党   | 1955-  | 有              | 改正すべき（国民投票の厳格化もあり得る） | 改正すべき。第1項、第2項は維持し、自衛隊の保持を明記すべき。                                                   | 議論中     |        |        |
| 公明党       | 1964-  | 無              | 慎重 一定緩和の余地あり                  | 第1項、第2項は維持し、自衛隊の国際貢献などに関する規定を新設（改憲ではなく加憲）                               | 不要       |        |        |
| 国民民主党   | 2020-  | 無              | 不要                                     | 改正すべき。自衛隊を戦力として認め、自衛権行使の限界と軍隊の保持・統制について明記すべき。                     | 不要       |        |        |
| 日本維新の会 | 2015-  | 有（一部）      | 不明                                     | 改正すべき。第1項、第2項は維持し、自衛隊の保持を明記すべき。専守防衛の定義にある「必要最小限度」を見直すべき。 | 推進       |        |        |

### 憲法の改正に反対している政党
| 政党         | 設立年 | 条文型 改憲草案 | 第96条 (国民投票の変更) | 第9条                                                                                               | 一院制移行 | 参考HP |
| ------------ | ------ | --------------- | ----------------------- | --------------------------------------------------------------------------------------------------- | ---------- | ------ |
| 日本共産党   | 1922-  | 無              | 改正に反対              | 改正に反対                                                                                          | 改正に反対 |        |
| 社会民主党   | 1996-  | 無              | 改正に反対              | 改正に反対                                                                                          | 改正に反対 |        |
| 立憲民主党   | 2020-  | 無              | 改正に反対              | 改正に慎重（自民党や維新が主張する自衛隊加憲論は、現行憲法第9条が空文化する懸念があることから反対） | 改正に反対 |        |
| れいわ新選組 | 2019-  | 無              | 改正に反対              | 改正に慎重（改憲自体に反対はしないが、自民党の改憲案には反対）                                      | 改正に反対 |        |

## 主な見解

### 憲法学者
長谷部恭男は、2006年に「立憲主義に立つ憲法は、個々人の良心に任されるべき領域に入り込んだり政治のプロセス自体を損ねかねない危険な選択をしたりしないよう、あらかじめ選択の幅を制限するという役割がある。しかし、昨今の憲法改正論議を瞥見すると、人々の考えようやものの見方をコントロールしようと企てているのではないかと思われる議論が少なくない。国民の権利の侵害に対しては法律や判例で具体化されなければ不十分であり、「国を守る責務」など義務を法律ではなく責務として書き込むと政治哲学ないし道徳哲学の点から「国」とは何かという別の問題が生じる」と述べている。

#### 憲法改正に対する限界説と無限界説
限界説
憲法の根本原理を改正の限界とする。芦部信喜は、学説は主に限界説と無限界説に分かれるが、法的な限界が存在するとする学説が通説であり、かつそれが妥当と主張する。
- 法実証主義的限界説は、憲法の改正権は憲法によって与えられる以上、制定権による根本的決断たる憲法を変更する能力を持たず、改正に限界があると説明する。
- 自然法論的限界説は、実定憲法には自然法が上位し、憲法をも含めての全実定法の効力の有無は自然法への適合・不適合によって決せられるとするならば、改正規定による憲法改正においても自然法上の制約があるとして、改正に限界があると説明する。かかる見解によれば、自然法に反するような憲法の変革は「あらわな事実力による破壊であって」憲法の制定としても認めることはできず、正当性を主張できないとする[41]。芦部信喜は、「民主主義に基づく憲法は、国民の憲法制定権力（制憲権）によって制定される法」と説く。従って、憲法改正の権能は制憲権に由来するものであるから、「自己の存立の基盤とも言うべき制憲権の所在（国民主権）を変更することは、いわば自殺行為であって理論的に許されない」としている。憲法第96条は、「国民の制憲権の思想を端的に具体化したものであり、これを廃止することは国民主権の原理をゆるがす意味をもつので、改正は許されないと一般に考えられている」と言及している[40]。
- また、憲法改正の発議を委ねられている国会の構成員たる国会議員は、日本国憲法第99条によって「憲法尊重擁護義務」を負うところ、現憲法を否定するような改正を認めれば明らかな背理となり、よって憲法は現憲法を否定する変更を「改正」としては予定していないとする[42]。浦部法穂は「そもそも平時に新憲法の制定をおこなう国はない」と主張している[43]。

限界説を前提とした憲法第96条の改正限界について、清宮四郎は、「例えば、国会の発議について両議院対等の原則を変更して衆議院の優位を認め、または、発議について特別の憲法会議を設けたり、あるいは、国会の議決における「硬性」の度合いをいくぶん変更したりする程度」の改正は許容される、とする。
限界説に対しては、「改正に限界があるとすれば、天皇主権から国民主権への改正によって成立した日本国憲法は改正の限界を超えたものである」という批判（福田恆存）や、大日本帝国憲法発布の際の勅語にも「現在及将来の臣民は此の憲法に対し永遠に従順の義務を負ふへし」（原文旧字カタカナ）という文言があるため上記の憲法尊重擁護義務を根拠とした限界は認められないとする批判がある。これに対し限界説は、八月革命説を用いて反論している。すなわち、ポツダム宣言の受諾により法的には一種の革命があったものと捉え、大日本帝国憲法と日本国憲法との連続性を否定することで、上記の批判を失当とする。
無限界説
改正に限界がないとする。
- 法実証主義的無限界説は、憲法の規定に価値序列は存在せず、憲法自身が改正を認める以上、憲法の規定の改正に限界はないと説明する。
  - 「社会的事情を基礎として存在する法規が、社会的事情の変更によって変更することのあり得るのは当然である。このことにはその法規がいかなる種類のものであっても変わりはない。」（佐々木惣一）[45]
- 主権全能論的無限界説は、制憲権は万能であるがゆえ、改正について憲法の枠によって拘束されることはなく、改正に限界はないと説明する。
- 日本国外の無限界説 - ドイツのW・ブルクハルトは、「そもそも憲法改正は国の最高法規に変更を加える作用であるから、もはやそれは法の下の作用ではなく事実の作用にすぎない。事実の作用であってみれば、そこに法的限界があるという考え方はナンセンスである。」と説き、憲法改正も新憲法制定（革命）に等しく、革命によってのみ憲法が改正されるのであり、改正規定は政治的了承を得やすいために置かれていると論じている[46]。

阪本昌成・現近畿大学教授は、無限界説を前提に、憲法第96条について、「…無限界説に立つ以上、憲法を改正するに当たって、権力主体としての国民は、改正手続に関し、「国会による発議権を否認し、国民が発案する」という憲法改正案であれ、「国民投票を不要とする」という改正案であれ、いずれの案であってもこれを承認することができる。」と述べている。
改正限界を超えた改正
法的連続性が切断された「新憲法制定」と憲法改正との相違点は、「改正」の定義の差にすぎないとする指摘がある。改正の限界を超えた改正も、改正後の憲法が国民から広く受け入れられて安定した秩序を形成することができれば、新しい根拠によって憲法の効力が承認されていると見なすことができ、改正憲法か新憲法かを判断する標識であるにすぎないとされ、その権利が改正権者自身の手にある限り、理論上の新憲法制定が改正の名において行われることはありうる。
憲法の変遷
憲法の変遷とは、憲法の規定の文言になんらの改定が加えられることなく、内閣行政府による有権解釈に基づく国家実行が行われ、議会が明示的ないし黙示的に追認することによって、事実上規範の意味が変化し、憲法改正されたのと同じ結果を生ずることを意味する。一般的には事態を客観的に観察した結果を示す言葉であるが、これに司法的性格を持たせることができるか議論がある。実効性が失われた憲法規範は法としての性格を持たないとして、これを肯定する見解がある。他方、違憲状態はあくまでも事実にしか過ぎず、司法的性格をもちえないとして、これを否定する見解がある。

## 憲法改正の論点
日本での憲法改正をめぐる論点はいくつかある。
- 戦後間もなくから、天皇の地位を憲法上明確に元首と定めることや、憲法上規定される人権を必要に応じて法令で制限できるようにすべき（「公共の福祉」における外在的制約説採用論）、といった声があった。
- 日本国憲法第12条改正に関わる論議。公共の福祉の解釈に対立があり、多くの公共事業や国家賠償訴訟で司法的争点となってきた。また国家緊急権や徴兵の議論でしばしば取り上げられる。日本国憲法第11条・日本国憲法第13条も議論に含まれる。一票の格差問題など。
- 日本国憲法第9条。日本の再武装と警察予備隊・自衛隊の議論、及びこれに伴う軍事裁判所・憲法裁判所の設置についてはサンフランシスコ講和条約締結に関わる国会論戦の頃からの最大の論点であった。
- 憲法制定当時からの時代が進むにつれて新しい類型の人権が意識され、裁判所においても一定の新しい人権を解釈にて認めるようになってきた。
- 憲法改正の具体的要件である国民投票法が長らく存在していなかった。投票方式についても争点があり、自民党当初案では個別投票方式ではなく一括投票方式で様々な条文を一度に改正が可能な制度になっており、公明党の反対により一括投票方式には固執しなくなったが、現在の国民投票法では一括投票方式も可能な条文となっている。
- 自民党が衆議院を与党多数で押さえている結党50周年のタイミングで新憲法草案を発表すると、時代が変わってきたので新しい憲法が必要であるという改憲派と、改憲は不要あるいは危険とする護憲派との間で、熾烈な論争になってきている。
- また個別の内容についても議論がある。
  - 産業の発達などで生じた問題に対処するための「環境権」や「プライバシー権」など新しい基本的人権の追加
  - 民意をより国政に反映するための首相公選制あるいは大統領制の導入
  - 中央官庁主導の行政を改善するための道州制の導入
  - 衆議院(下院)・参議院(上院)を並立させている両院制の見直し（参議院の廃止、一院制への移行）
  - 私学助成金が違憲となっている状態の解消（ただし、判例によると現状の私学助成は合憲だとされる)
  - 同性結婚の導入
  - 憲法改正手続きの基準緩和
  - 愛国心関連の明記

以下に主な論点の内容を概説する。

### 憲法規範の性格と人権制約の原理

#### 憲法規範の性格
トーマス・ジェファーソンによれば、政府とは信用してはならないものであり、憲法とは国家の暴走・国民に対する横暴を抑えるためのものである。またフランス人権宣言曰く、「権利の保障が確保されず，権力の分立が定められていないすべての社会は，憲法を有しない」（第16条）。こういった考え方がある一方で、諸国の憲法は歴史的にも国民の諸義務を明示するのが趨勢であり、消極国家観にのみもとづかない憲法観も存在している（→近代的立憲主義の現代的変容）。2012年自民党改憲案は国民に対し憲法の擁護を義務付けている（第99条）。

#### 公益及び公の秩序
日本国憲法第12条・13条・29条は、国民の生命・自由・財産権・幸福追求といった日本国憲法の柱である基本的人権の尊重が保障されている条項であり、この条項の人権制限条件である「公共の福祉」の法解釈に論争があった。
現在の通説（一元的内在制約説）において、人権相互の矛盾衝突を調整するために認められる衡平の原理のこととされている。この条文が2012年自民党憲法改正草案において「公益及び公の秩序に反しない限り」に差し替えられている事に対する論議。
自民党憲法調査会の趣旨説明としては戦後導入された「個人主義」が（国民に）正しく理解されず利己主義に変じて家族と共同体の破壊につながっているので、そのように変更したい」という説明である。
一方、弁護士9条の会は、自民党草案を（大日本帝国憲法・全体主義国憲法と同じ）『外在制約』型人権条項とみなし、「憲法12条・13条自民党案は、時の為政者により「公益」「公の秩序」と判断された基準により（国民の生命・身体や言論の自由等の基本的）人権の制約することを可能とするものである。」、「自民党12条、13条改正案の文面置き換えは『これが可決されると、政治家が公益・公秩序名目で勝手に国民の人権を制限する事が可能になり、近代民主政の基盤の立憲制が根底から覆りかねない』内容を含んでいる」と主張している。
『公共の福祉』が『公益及び公の秩序』に差し替えられ、微妙な表現に見えるが大きな違いがある。「公共」と訳されてきた元々の英語「public」は、「all people」、つまり「みんな」を指し示すものであるが、日本語の「公（おおやけ）」の原義は「大宅（大きな家）」とされ、人々が集まる場所、そこから管理する長、朝廷を示すようになり、天皇を頂点とした政府権力を指す「おおやけ」が定着した。この経緯からもわかるように「公（おおやけ）」は人民のものでなく権力性を多分に含んだ言葉であった。歴史的に「わたくし」に対する「おおやけ」の権力性の優位が確立し、個人より集団が優先される戦時中の国民精神総動員につながり、現代にも根強い「お上」意識として残った。現代でも周囲に同調せずに自分の意見を主張する人のことを「KY語（空気読まない系）場の空気も参照）と批判するなど同調圧力の強い集団主義的風潮は日本社会に残っている。「公共の福祉」を「公の秩序」に変えることは、「みんなの（public）」という意味を後退させ、「権力性（おおやけ）」という意味を前面に出すことを意味する。それは「公共性」を確保する、という言葉とは裏腹に権力側の都合・利益による自由の制限を許しかねない危うさをはらんでいるという指摘がある 。

##### 自民党議員の意見
自民党憲法調査会での発言。
- 公共の福祉の概念が曖昧で公共の利益にすべき（渡海紀三朗議員）
- 公共の福祉を実現する為の権利制限を明記すべき（衛藤晟一議員）
- 公共の福祉は借りてきた概念で日本語になじまない（森元恒雄議員）
- 公共の福祉は輸入された概念で、戦後学者によって良い様に解釈されてきた。公共の利益と他人の権利を侵害しないと言う制約原理である事を明記すべき（葉梨康弘議員）
- 押し付け憲法論
  - 自民党憲法調査会議事録[57] 参照

##### 自民党憲法調査会 論点整理
この分野における本プロジェクトチーム内の議論の根底にある考え方は、近代憲法が立脚する「個人主義」が戦後の日本においては（国民に）正確に理解されず、「利己主義」に変質させられた結果、家族や共同体の破壊につながってしまったのではないか、ということへの懸念である。国民の生存権等基本的権利が国民の何らかの義務を伴い、国民の身体や言論の基本的自由が国民の何らかの責任を伴うことは自明の理であり、家族・共同体における責務を明確にする方向で、新憲法における規定ぶりを考えていくべきとする視点や、国民を「被統治民」ではなく「統治実権の担い手」とする視点から立脚している。

##### 自民党憲法調査会に対する批判、見解
自民党の指摘するように、自由民主主義の源流は、政府の権力を制限し、個人の自由を重んじる個人主義である。しかし、国民が個人主義を伸張すること（愚行権思考の拡大）で利己主義になったという自民党憲法調査会の評価には、「憲法で人権制限立法を認める危険を軽視している」との批判（弁護士9条の会による批判）がある。
立正大学法学部教授で護憲論者の金子勝は、自民党の憲法12条、13条改正草案が仮に修正されずに国民投票に掛けられた場合「公益及び公の秩序」を守るという名目で基本的人権の制限が可能となり、日本は基本的人権のない国になると主張する。
日本弁護士連合会は、国家的利益や全体的利益を優先させた場合、基本的人権の制約は容易となり、人権制約の合憲性についての司法審査もその機能を低下させることとなるという見解を出している。
憲法12条・13条改訂は憲法3原則のうち国民主権・基本的人権尊重の根幹に触れると批判されているが、国会議員による説明や問題提起は積極的には行われておらず、主として法曹界からの問題指摘が中心である。また、自民党が国民投票法を一括投票にして各条項（9条と12・13条等）の抱き合わせ採決を可能にしたことは日本弁護士連合会など複数の団体が批判している。
なお、自民党憲法草案において「政府が公益・公秩序の維持を名目に国民の人権を制限できるようにすべき」と明言した自民党議員はおらず、外在制約型人権条項を優先解釈される可能性について議論がなされたのかは明らかになっていない。

#### 国民の義務規定
国民の「責任（責務）」として明文改憲すべきであり、納税など従来の義務規定のほかに、新たな人権を明記する一方で権利と衡平する責務規定を設けるべきとの主張がある。また現状のままで良く、詳細は法律によればよいとする立場がある。一方で現行憲法の納税の義務を含め、義務規定の憲法上での明記は最小限にすべきとの主張がある。

### 天皇の地位
象徴天皇制のあり方について議論がある。第二次世界大戦が終結すると、共産主義や近代政治学（丸山眞男ら）の立場などから天皇制批判が数多く提議された。1950年代から1960年代には、共産主義者を中心に天皇制の廃止を訴える意見が一定数存在していたこともあった。
しかし、2004年の時点で日本共産党が綱領を改正。元首・統治者ということを認めないという条件の下、天皇制の是非については主権在民の思想に基づき国民が判断すべきであるという趣旨に改めており、また憲法（特に第9条や生存権関連規定）改正に反対する立場を堅持していることから、かつてのような強硬な天皇制廃止論は影をひそめているのが現状である。また、各種の世論調査では、象徴天皇制の現状維持を主張する意見が大多数となっている。
ただし、護憲派の中には、天皇制廃止論者もいる（つまりその限りでは改憲派であり、厳密には護憲派ではないともされる）。そのため、天皇条項を含めた護憲派と対立する場面も見られる。
また、日本を立憲君主制とみなす立場からは、天皇を名実ともに国家の元首と明記すべきだという意見もある。関連して、外国大公使の親授式や国会開会の「おことば」など天皇の国事行為と準国事行為とされている行為についても整理して明記すべきとする意見もある。

### 日本国憲法第9条、自衛隊
憲法9条では、戦争放棄と戦力の不保持を規定しているが、一方でGHQの意向で再建された軍事力である自衛隊が存在している。1945年から1952年の間の日本占領の期間内で1947年頃から、米国の対日政策が初期の「武装解除・再武装阻止」・「民主化の促進」に重点を置いた方針から、「経済復興」・「限定的再軍備」の方針に変換した事は“逆コース”と呼ばれ、指摘されている。その変換は、日本が、ソ連の衛星国化する事に対する危惧（ドミノ理論）と、当時の中国での共産党の国民党に対する優勢化と、その結果生じる、大陸の共産圏勢力に対する「反共主義・封じ込め」を唱えたジョージ・ケナンやジョン・フォスター・ダレスらによる立案とされる。。自民党、民主党および保守的論客は、現在の憲法9条と自衛隊の存在の間の矛盾を解決するために、戦争放棄を定めた第9条第1項の平和主義の理念は守りながら、第9条第2項を改正して戦力の保持（自衛“隊”から自衛“軍”すなわち国防軍へ）を認めるべきと主張してきた。

#### 国際情勢と憲法改正論議
現時点での公明党の第9条改正に関する意見は次の通りである。
反対。改憲の必要なし。ただし、自衛隊の存在や国際貢献の在り方の項目を追加する「加憲」を検討中。

#### 徴兵制の導入
自民党憲法改正推進本部では徴兵制導入の検討も1つの論点となっている。一方、自民党幹事長の大島理森は、徴兵制を検討する事はないと述べている。

### 新しい人権
日本国憲法において、基本的人権の尊重は三大原則の1つである。
日本国憲法のうち「すべて国民は、健康で文化的な最低限度の生活を営む権利を有する。」と謳っている第25条の生存権や教育権などの人権に対しては、解釈が分かれている
1. 「政治指針に過ぎず、（たとえば個々の国民が訴訟で生活扶助を要求できるような）直接具体的に与えられた権利ではなく、国の法的義務はない」とする我妻栄のプログラム規定説、
2. 具体的権利ではないが抽象的な法的権利であるという鵜飼信成らの抽象的権利説、
3. 具体的権利であるとする和田鶴蔵らの具体的権利説。

1、2の視点であれば、具体的権利を個々に記載するためには憲法改正が有効に働くといえる。
第13条も当初は、プログラム規定説に似た一般原則規定説で「具体的権利ではなく第14条以下に規定する基本的人権の総称」と解釈されていた。
しかし、1960年代以降、幸福追求権は憲法に列挙されていない新しい人権も包括する権利で、それら新しい権利は裁判上の救済を受けられる具体的な権利であると解されるようになり、判例も認めている。（補充保障説）。これは具体的権利を個々に記載する憲法改正は不必要という人の論拠になろう。
人権追加の改正が必要かどうかというテーマに関して、解釈の範囲内で運用すれば十分であるという反対論と、もはや現代では不十分となってしまったので明記すべきだという推進論とがある。
まず、反対論者は「人権明記とセットで発議されることで第9条の改正が可決されやすくなる」ことを危惧している。基本的人権は「人間である以上誰でも当然にもっている権利」であって、憲法が書いたから与えられるものでも、国民が国家機関から恭しく押し頂くものでもない。そして、上記の具体的権利説や補充保障説のように憲法が新しい人権も将来にわたって包括して保障しているから、細目を追記するための憲法改正は不必要であるという。また、一部の憲法学者からは人権条項とセットで、国民の義務を規定する条項が挿入されることに反対する意見が出ている（後述）。
一方、推進論は、主に、自由民主党、公明党などの改憲・加憲派が主張している。推進論者は、日本国憲法制定時に想定されていなかった人権を、現代社会の必要性に応えて他の人権と同様憲法に明記していくのは必要だという。これはプログラム規定説、抽象的権利説、一般原則規定説などがとられて、司法、行政などによって拡大解釈、縮小解釈などのブレが起こってしまうのを防ぐためという。
自由民主党が2012年新憲法草案 で明記した新しい人権は次のとおり。
- 環境権 - 良好な環境を享受する権利（これを要求しているNPOもある）（本草案では、全国民が良好な環境を享受する権利としてではなく、国の環境保全の責務として記載）
- プライバシー権 - 個人の私生活などを守ることができる権利（本草案では、個人情報の保護等として簡単に記載）
- 知る権利 - 国や地方自治体に情報公開を要求できる権利（国政の説明責任として記載）
- 知的財産権 - 発明者の権利（ただし本草案では濫用を戒める留意点も追記されている）
- 犯罪被害者の権利 - 犯罪被害者のための権利（全国犯罪被害者の会も要求）
- 障害者の権利 - 障害者が住みやすい国を創るために必要な権利（本草案では障害の有無に関わらない平等として追記）

この憲法草案では、人権が追加された一方で、歯止めとして、国民には「自由及び権利には責任及び義務が伴う」ことが追記された。同時に、「公共の福祉」が「公益及び公の秩序」に置き換えられた。第21条における言論の自由・表現の自由を大韓民国（第六共和国）憲法第21条4項の規定などに倣い「青少年の保護」を主な理由に「公衆道徳・社会倫理を逸脱する表現は対象外」とするものがその代表例である。但し、表現の自由に対する制約は自民党・保岡私案において明記されたのを始め党内でもこれを支持する意見が優勢であったが、2005年公表の党草案からは除外されている。この他、同草案では両性の平等を規定する第24条を「両性は家庭を保護する責務を負う」とする内容に改める案が提示されているが、この案に対しては「戦前の閉鎖的な家制度への回帰を目指すものだ」との反発も出ている。
上記のような論点に関して批判派は、「公共の福祉」は他の個人の人権との衝突を国家が調整することを指す言葉であって(→公共の福祉#一元的内在制約説)、戦時の秩序維持のための人権制限や、国家事業のための個人の財産の収用までも意味しかねない「公益及び公の秩序」への置き換えは行き過ぎである、一元的外在制約説への逆戻りである、権利・自由は義務や責任を果たす事への対価として下される物ではなく別個に存在する物である、あるいは義務に関することは法令で規定すればよく、そもそも憲法で規定することではないと指摘する。憲法で国民の義務や権利の制限を記述することは「憲法とは人民を入れておく檻ではなく、政府を入れておく檻である」（トーマス・ジェファーソン）との原則に反するとの主張がある。「自由及び権利には責任及び義務が伴う」については、自由や権利は“義務を果たし責任を取る事の代償に与えられる”性質のものではない（先国家的なものとしての人権、あるいは天賦人権）との意見がある。
現在、世論調査では、9条を除いて新しい（人権明記を含めた）憲法への改正に賛成かどうかとの問いに、6割 - 8割が賛成している。ただし、その一方で9条を変えるべきでないという声はなお根強い。

### 表現・結社・言論・集会の自由
表現の自由などを定めた日本国憲法第21条第一項には、「集会、結社及び言論、出版その他一切の表現の自由は、これを保障する」と規定している。それに対して、自民党改憲草案は、次の部分を加えた。「前項の規定にかかわらず、公益及び公の秩序を害することを目的とした活動を行い、並びにそれを目的として結社をすることは、認められない」
これは、前述のようにときの政権（自民党・公明党以外も含みうる）から「公益及び公の秩序」に反するとみなされれば、例えば反原発デモ・辺野古移設反対運動などの政権批判デモ活動も憲法違反として即取り締まりの対象になりうるおそれを含むものである（「公の秩序」かどうかを判断するのは政府以外に考えにくいため）。それによって表現の自由が失われ、委縮する社会が来る、という意見も見られる。絶対王政・全体主義への反省から、意見を表明する自由を保障するのは民主主義の根幹であるとする主張が主流である。昭和史研究者の半藤一利と保阪正康は、新しく加えた部分によって第一項の自由をあってなきがごときものにしようとしていると批判し、「ことによったら治安維持法よりもひどいかもしれません」と述べた。戦前の治安維持法では国体に反するとみなされた共産主義者やリベラリスト、市民運動家などが弾圧された事実もあり、議論が続いている。

### 首相公選制
現状は、衆議院において最大勢力を占める多数派が選出した者が内閣総理大臣となる仕組みであるが（連立与党を組んでいる場合には第二党の党首の場合もある）、総選挙の結果とは無関係に決まってしまう場合があることを問題視して首相公選制の導入が主張されることがある。
ただし、「首相公選制」の内容は論者により異なり、実質的な大統領制への転換を目指すべきとする意見、議院内閣制の原理の一部に修正を加えるべきとする意見、政党の党首選挙において一般党員による予備選挙を行うことで実質的な首相公選を目指すべきとする意見などがある。このうち大統領制のように国民を直接的に選出する制度を採用する案の場合や、議院内閣制の下で憲法に政党条項を加えて衆議院議員総選挙を憲法上も内閣総理大臣選出のための選挙として運用する案をとる場合には憲法改正が必要になる。実際には首相公選論を主張する論者によって、首相の議会解散権やこれに対する議会の公選首相に対する不信任決議を認めるべきか否か、法律案や予算案に対する首相の拒否権を認めるべきか否か、閣僚を占める国会議員の割合などといった点をめぐり、具体的制度像は論者ごとに大きな幅がある。
小泉内閣の下での「首相公選制を考える懇談会」では、国民が首相指名選挙を直接行う案、議院内閣制を前提とした首相統治体制案、現行憲法の枠内における改革案の三案が制度構想として示された。
首相公選制を採用している国は例が少なく過去にはイスラエルがあったが、対パレスチナ強硬派の人物が選ばれ、和平プロセスが崩壊して戦争状態となったために同国は首相公選制を取りやめている。

### 両院制
両議院の構成と役割を大きく異なるものにするか、参議院の権限縮小・廃止により一院制を採用するか、など議院の扱いをめぐる議論がある。
世界では一院制も両院制もあるが、主要な民主先進国は両院制が多い。また通常単一国家では一院制であることが多い。なお、両院制を採っている国でも民選制である代議院とは別の議員選出制度（アメリカ・ドイツ：連邦構成体の代表、イギリス：世襲の貴族、カナダ：政府による任命）を施行していることが多く、日本のように両院の議員がほぼ同じ方法で選挙され、かつ下院が優越している国としてはイタリアがある（比較憲法学者の西修曰く、「異質な制度が悪いわけではないが、合理性に欠ける点が問題）。
両院制のメリットとして一方の院の暴走を止め慎重な審議を行うことができること、異なる投票形式・投票時期で得られた民意を反映できることなどがある（ドイツの教育では、ナチス・ドイツの独裁は連邦参議院の廃止(1934.1.30)から始まったと教えられている）。また伝統的に参議院は「良識の府」「再考の府」とも呼ばれ、衆議院のような党派的支配とは一線を画して審議を行なってきたと言われていた。そして衆議院、参議院の選挙が頻繁に行なわれることより政権政党に緊張感が生まれしっかりとした政権運用を期待することができると言われる。他にも衆議院解散後の国政上の緊急時において緊急集会により権力の空白期間をなくすなどの役割(過去に2度実施)もある。
しかし、近年では参議院も衆議院と同様な政党支配に置かれ、実質的に衆議院の採決と同様の採決を繰り返すに過ぎないことが多く、その存在意義が薄れてきたという意見がある。しかもあまりの選挙の頻発は逆に選挙への興味を削ぎ、投票率を下げるとも言われる。またその運用コストや選挙費用などの無駄も問題視され、改憲によって参議院の縮小・廃止論が浮上している。そのことから現在の憲法改正論議上では議題にあまり挙がっていない。
なお、自民党・保岡私案では二院制を維持しつつも閣僚就任を衆議院議員に限定するなど、衆議院を優越させる規定が置かれていた点が同党の参議院議員から反発を招き、撤回している。

### 軍事裁判所
軍事裁判所（軍法会議）は終戦まで、敵前逃亡や脱走など軍法違反行為を行った兵士を裁く特別裁判所として存在した。最前線の戦場では、裁判官なしのまま、上官による即決裁判で判決、銃殺刑の執行までが行われた時期もあった。
日本国憲法第76条第2項では「特別裁判所は、これを設置することができない」として禁止された。よって、自衛隊の職種にも軍法会議・軍事裁判を担当し検事・弁護士・判事相当の将校が所属する「法務科」は存在しない。自民党新憲法草案では、「自衛軍」の保持を明記するのと同時に、「軍事裁判所」を置くとしている。しかし、新憲法草案でも「特別裁判所の設置は禁止」とされており、矛盾しているとの指摘がある。

### 国家緊急権（緊急事態条項）
多くの国家の憲法、特に大陸法をとる国のほとんどの憲法には緊急権の規定があり、存在していない憲法は少数派である。英米法ではコモンローとしてマーシャルローの法理が認められており、イギリスでは第一次世界大戦後から個別立法制度が採用されるようになり、アメリカにおいてはウォーターゲート事件以降立法制度が多く採用されるようになった。イギリスの緊急権法、アメリカの戦争権限法や全国産業復興法がこれに該当する。
国家緊急権は、緊急事態のために憲法を一時停止して超法規的立場の判断に委ねる意味で超憲法的性質を持っている。
国家緊急権は、非常事態のために考え出された概念であるが、三権分立のような一般の憲法と違い為政者の権力に制限をかけるのでなく、緊急事態をきっかけに逆に権力を集中させ国民の人権を広く制限するものであるため、諸刃の剣のようなもので一歩使い方を誤ると独裁に陥る危険性があることが指摘されている。当初の意図はそうでなくとも、歴史的には、国家緊急権は野心を抱いた一部の人間によってたびたび権力を握る手段として利用されてきた過去を持っている。憲法学者の村田尚紀は「各国の歴史を見ると、国家緊急権はクーデターに利用されることが多い」と述べている。たとえば、アドルフ・ヒトラーが民主的に選ばれながら、ワイマール憲法の国家緊急権を利用して全権委任法を公布して独裁体制を築いた歴史もあるため、日本国憲法に国家緊急権（緊急事態条項）を導入することについては慎重な意見もある。
橋爪大三郎は、諸刃の剣になるような国家緊急権の導入には慎重な議論が求められるとした上で、もし導入するとすれば、あくまでもとの憲法秩序を復帰させることを目的とし、期限つきの一時的なものとし、事後に検証を働かせられる仕組みが必要という提言をしている。具体的には、国政調査権の発動による「国家緊急事態調査特別委員会」のようなものを設置して国家緊急権に関与した当事者を招致することや、特別裁判所の設置などが考えられている。

#### 個別の事案
自民党の改憲草案では、国家緊急権（緊急事態条項）を発動する条件としての緊急事態は「①我が国に対する外部からの武力攻撃、②内乱等による社会秩序の混乱、③地震等による大規模な自然災害」を主に想定している。
①外国からの攻撃に関しては、すでに武力攻撃事態国民保護法、武力攻撃事態対処法が2004年に施行されている。
②テロなど国内で起きた内乱については、テロ対策特別措置法、警察法の「第六章　緊急事態の特別措置（第七十一条～七十五条）がすでに存在している。これらのことから、新たに憲法で定めなくとも法律ですでに十分対処でき、わざわざ憲法に書き込むまでもないという意見もある。
③地震などの大規模災害を想定したケースであるが、災害対策基本法、災害救助法がすでに存在していて、権力の集中が定められている。阪神・淡路大震災、東日本大震災などの例から、地方で大地震などの天災が起こった際、永田町・霞が関のある東京から司令を行うことが有効かは疑問がつけられている。小林節は、阪神大震災、東日本大震災で実際に支援活動をして現場をよく知る弁護士たちの意見を紹介している。災害に際して中央の政府の権限を強化したところで、たいてい情報インフラは寸断されており、被災地の状況は把握できない。災害時に必要なのは中央の権限を強化するのではなく、むしろニーズを最も把握している地方自治体の首長に権限を委譲しておくほうがよい、というものである。実際、被災者に最も近い市町村などは日頃から地域に密着しているので迅速に情報が入りやすく、適切な支援活動をしやすいという。アメリカ、ドイツ、イギリス、フランスなど外国の例を見ても、災害時には地方自治体の責任に任せて国はサポートに回るのが普通であり、権力を集中させる例はむしろ例外である。

#### 大日本帝国憲法の国家緊急権
大日本帝国憲法においては、天皇が国家緊急権を行使する規定が制定されており、緊急勅令制定権（8条）、戒厳状態を布告する戒厳大権（14条）、非常大権（31条）、緊急財政措置権（70条）などが存在した。日本国憲法においては国家緊急権に関する規定は存在しないとする見方が多数的である。さらに日本国憲法は国家緊急権を認めていないとする否定説、緊急権を容認しているという容認説の二つの解釈があり、また否定説は緊急権規定がないのは憲法の欠陥であるとみる欠缺説、緊急権規定の不在を積極的に評価する否認説の二つに大別される。また内閣憲法調査会の委員有志により、1964年に憲法調査会に提出された「憲法改正の方向」と題する共同意見書において「重大な憲法のミス」であるとしている。

### 憲法裁判所
「憲法の番人」として独立機関である「憲法裁判所」を設置すべきという意見もある。憲法裁判所の設置は、衆議院憲法調査会、自民党、民主党でも提案されたが、自民党新憲法草案には採用されなかった。

### 公金による私学助成
現行の私学助成制度は、日本国憲法第89条に違反するので改憲するのならこれも直すべきといわれている。自民党新憲法草案もこの解決を含む。

## 憲法改正に関連した動き

### 2000年代
- 2005年（平成17年）
  - 4月1日：憲法学者も加わり市民自身による憲法草案作成に取り組んでいる市民立憲フォーラム[103] が、中間報告「市民立憲案2005[104]」を発表。
- 2009年（平成21年）
  - 7月29日：民法成年年齢部会が「民法の成年年齢の引下げについての最終報告書」をとりまとめる。引き下げ時期は、若者に自立を促す施策などの効果や国民意識の動向を踏まえ、「国会の判断に委ねるのが相当」と結論付ける[105]。
  - 10月27日：千葉景子法務大臣が、成人年齢の18歳への引き下げのための民法改正案の、翌年の通常国会へ提出に関して「容易ではない」と見送る意向を示す[106]。

### 2010年代
- 2010年（平成22年）
  - 1月20日：鳩山由紀夫首相は、参院本会議での各党代表質問に対して、「首相という立場においては特に重い憲法尊重擁護義務が課せられている。私の在任中に、などと考えるべきものではない」と改憲は在任中考えないと答弁した[107]。
  - 3月4日：自民党・憲法改正推進本部、5月を目処に改憲案を改訂する旨発表。この中では“天皇の明文元首化”、“外国人地方参政権について”（公民権を日本国籍者に限定）、“徴兵制度と国防の義務について”の検討が予定されていると共同通信社によって報じられたが[108]、これに対し自民党は徴兵制度を取り入れることについては公式に否定する旨を発表している[109]。
  - 5月18日：国民投票法が施行。この日以降、憲法改正原案（議員提出案・憲法審査会提出案）の提出と、憲法改正国民投票の実施が可能となる。
- 2012年（平成24年）
  - 2月25日：自民党・憲法改正推進本部が「日本国憲法改正草案」を発表。従来からの“天皇明文元首化”、“軍隊・軍事裁判所設置”他に加え、国民の国歌・国旗尊重・憲法尊重義務付け、国家緊急権規定の制定を盛り込む[110]。
  - 4月25日：たちあがれ日本が「自主憲法大綱案」を発表[111]。
  - 4月27日：みんなの党が「憲法改正の基本的な考え方」を発表[112]。
  - 12月16日：第46回衆議院議員総選挙執行。“戦後レジームからの脱却”を唱える安倍晋三が総理大臣に就任、第2次安倍内閣が成立。
- 2013年（平成25年）
  - 4月26日：『産経新聞』、創刊80周年事業として改憲案「国民の憲法」を発表。
- 2014年（平成26年）
  - 1月1日：安倍首相は『産経新聞』の新年企画で、東京オリンピック (2020年)開催予定の2020年の未来予想図を聞かれ、「（憲法は）改正済みですね」「その段階で日本は完全に地位を回復し、地域や世界の平和と安定に大きく貢献し、尊敬のまなざしで見つめられる国になっていたい」と答えた[113]。
- 2015年（平成27年）
  - 10月14日：『東京新聞』、解釈の余地を政権に与えない、専守防衛を明確にした「新九条論」を特集[114]。11月10日、『朝日新聞』も報じた[115]。
- 2016年（平成28年）
  - 3月24日：おおさか維新の会が臨時両院議員総会で憲法改正原案を了承。具体的な改憲案を示した主要国政政党は自民党以外では維新が初めてとなる[116]。
  - 3月26日：おおさか維新の会が定期党大会で憲法改正原案を正式に決定[117]。
  - 7月10日：第24回参議院議員通常選挙執行。史上初めて衆参両院で改憲勢力が3分の2を越えることとなった[118]。
- 2018年（平成30年）
  - 3月26日：自由民主党が、①自衛隊、②緊急事態、③合区解消・地方公共団体、④教育充実の4項目を優先的な検討事項として公表[119][120][121]。
  - 7月19日：立憲民主党が「憲法に関する考え方～立憲的憲法論議」を公表[122]。

### 2020年代
- 2020年（令和2年）
  - 11月19日：立憲民主党憲法調査会が「憲法論議の指針」を策定[123]。
  - 12月4日：国民民主党が憲法論議に向けた論点整理を行う[124][125]。
- 2021年（令和3年）
  - 6月11日：共通投票所の設置など、公職選挙法と投票環境をそろえることを目的とした、改正国民投票法が成立[126]。
  - 11月19日：自由民主党が憲法改正推進本部を、憲法改正実現本部に名称変更[127][128]。
- 2022年（令和4年）
  - 5月18日：日本維新の会が憲法9条の改正条文案を公表[129][130]。
  - 6月8日：日本維新の会が緊急事態対応に関する骨子案を公表[131][130]。
  - 12月14日：国民民主党が緊急事態条項の改正条文案を公表[132][133]
- 2023年（令和5年）
  - 6月19日：日本維新の会、国民民主党、衆議院会派「有志の会」が緊急事態条項の改正条文案を公表[134][135]。
  - 11月22日：岸田総理大臣が衆議院予算委員会において、自民党総裁任期中の2024年9月末までの改正を目指すとの認識を表明[136]。
- 2024年（令和6年）
  - 9月2日：自民党憲法改正実現本部が自衛隊明記と緊急政令に関する論点を整理[137]。
  - 9月10日：自民党総裁選の石破茂政策集では、「全方位外交により日本の地位を強化し、総理在任中に憲法改正を発議します。」、「党是である憲法改正について、国会での議論を促進し、総理在任中の発議を実現します。」とした[138]。
  - 10月27日：第50回衆議院議員総選挙において、自民、公明両党が過半数割れ。自民、公明、維新、国民、無所属で自民会派入りした議員を併せても、3分の2となる310議席を下回る287議席にとどまった[139]。
  - 11月8日：衆議院各派協議会において、常任・特別委員長などのポスト配分が決定され、衆議院憲法審査会長のポストが立憲民主党に割り当てられる。憲法審査会長を野党が務めるのは初[140]。
- 2025年（令和7年）
  - 6月12日 - 衆議院憲法審査会の幹事会において、自由民主党、日本維新の会、国民民主党、公明党など5会派が「国会機能維持条項」の骨子案を示す[141][142]。

## 憲法改正を提案した組織

### 政党
- 自由民主党（憲法記念日にあたって）
- 公明党（公明党の憲法改正）
- 国民民主党（【談話】憲法記念日にあたって）
- 日本維新の会（馬場伸幸代表による憲法記念日について談話発表のお知らせ）
- 参政党（参政党の憲法に対する立場）
- 日本保守党（日本保守党の重点政策項目）

#### 自由民主党による改憲4項目
自由民主党憲法改正推進本部（現：憲法改正実現本部）は、日本国憲法施行70年の2017年12月20日に憲法改正に関する論点整理を取りまとめ、以下の「改憲4項目」を定めた。
- (1) 第9条の第1項、第2項は維持し、新設「9条の2」における自衛隊の存在の明記
  - （ただし、自民党改憲草案には野党時代の2012年に発表した「国防軍」のまま記載されている[144]。）
- (2) 緊急事態条項（国家緊急権）の規定
- (3) 参議院議員選挙区の合区と地方公共団体
- (4) 教育環境の充実化

しかし、現在の日本が抱える問題の解決に対し、法改正の対応範囲や優先順位と照らして、国民側に問題提起するには不十分という意見がある。

### 政治団体
| 政治団体       | 設立年 | 条文型 改憲草案 | 第96条 (国民投票の変更) | 第9条                                                                                          | 一院制移行 | 参考HP  |
| -------------- | ------ | --------------- | ----------------------- | ---------------------------------------------------------------------------------------------- | ---------- | ------- |
| 維新政党・新風 | 1995-  | 有              | 不明                    | 改正すべき。国軍のあり方について明記すべき。                                                   | 不明       | [ 146 ] |
| 幸福実現党     | 2009-  | 有              | 不明                    | 改正すべき。国民の生命・安全・財産を護るため、陸海空軍よりなる防衛軍の保持について明記すべき。 | 不明       | [ 147 ] |
| 日本第一党     | 2016-  | 無              | 不明                    | 改正すべき。国軍の保持について明記すべき。                                                     | 不明       |         |
| 新党くにもり   | 2020-  | 無              | 不明                    | 改正すべき。戦力不保持と交戦権の否認を定めた第2項を撤廃すべき。                                | 不明       |         |

### 解党した政党
| 政党         | 設立年          | 条文型 改憲草案 | 第96条 (国民投票の変更) | 第9条                                                                          | 一院制移行                                                               | 参考HP  |
| ------------ | --------------- | --------------- | ----------------------- | ------------------------------------------------------------------------------ | ------------------------------------------------------------------------ | ------- |
| 民主党       | 1998-2016       | 無              | 必要                    | 現行の9条の平和主義は維持するが国連の集団安全保障への参加を規定すべき。        | 参議院改革を行うべき。                                                   | [ 148 ] |
| 自由党       | 2012-(2014改称) | 無              | 不要                    | 現行の9条の規定は維持するが国連のPKOへの実力行使を含めた参加を規定すべき。     | 反対（二院制を維持しつつ、両議院に求められる役割・性格を理念として明記） |         |
| 日本のこころ | 2014-           | 有              |                         | 改正すべき（主権と独立を守り、国際的な平和活動に協力するため、軍を保持すべき） | 不要                                                                     |         |

### 行政機関
- 全国知事会 - 憲法と地方自治研究会
- 徳島県 - 地方自治に関する憲法課題研究会[リンク切れ]
- 静岡県 - 県知事による国土に関した改正案

### 民間団体等
新聞社
- 産経新聞 - 要綱（2013年）（Wayback Machineによるアーカイブ）
- 読売新聞 - 全文（2004年）

公益法人等
- 公益財団法人世界平和研究所 - 概要 条文対照表（2005年）
- 公益社団法人日本青年会議所 - 日本国憲法草案（2012年）
- 公益財団法人松下政経塾 - 第34期生共同研究「憲法フォーラム」改正草案（2015年）

任意団体他
- 明日の自由を守る若手弁護士の会（あすわか）- やや日めくり憲法☆[リンク切れ]
- 憲法改正発議研究会 - 憲法改正発議の提言（2017年）[リンク切れ]
- ゲンロン - 全文（2012年）
- 新しい憲法をつくる国民会議（＝自主憲法制定国民会議） 第三次案（2006年）（Wayback Machineによるアーカイブ）